# مرسی حسین
مرسی حسین (انگلیسی: Morsi Hussein; ۸ آوریل ۱۹۳۹ – ۲۸ سپتامبر ۱۹۶۵) بازیکن فوتبال بود.
وی همچنین در تیم ملی فوتبال مصر بازی کرده‌است.